# أوفيرابتور
الأوفيرابتور هو جنس من الديناصورات الثيروبودية الصغيرة التي قطنت أرض منغوليا خلال العصر الطباشيري المتأخر، كان من اكتشف هذا الجنس هو الإحاثي روي كامبان أندرويز وأول من وصفه هو هنري فاينفيلد أوزبورن عام 1924. يَعني اسم الأوفيرابتور باللاتينية «سارق البيض»، وذلك نسبة إلى أن أولى أحافيره اكتشفت فوق كومة مما اعتقد أنه كان بيوض ديناصور بروتوسيراتوبس، أما اسم النوع «فيلوسيراتوبس» فهو يَعني «عاشق السيراتوبسيات»، وذلك أيضاً نسبة إلى الاكتشاف. وقد وضح أوزبورن في ورقته عام 1924 أن الأوفيرابتور مُنح اسمه هذا نتيجة لقرب جمجمة الأوفيرابتور المُكتشفة الكبير من العش المُجاور لها الذي لم يَفصلها عنه سوى 10 سنتيمترات من الرمال. لكن بالرغم من ذلك، فقد اعتقد أوزبورن أيضاً أن اسم «الأوفيرابتور» ربما يَكون مُضلاً تماماً نظراً لتعارضه مع المعلومات المَعروفة عن بيئة وغذاء وطبيعة هذه الديناصورات. لكن الاكتشافات التي توالت بعد ذلك في التسعينيات لأعشاش أوفيرابتوريات أخرى مثل الشيتيباتي برهنت على أن أوزبورن كان مُحقاً فيما قاله عن الاسم وفي تشكيكه به، فقد أظهرت هذه الاكتشافات أن البيوض التي اكتشفت في البداية وأوحت لأوزبورن بالاسم ربما كانت في الواقع بيوض الأوفيرابتور نفسه وليس البروتوسيراتوبس.
عاش الأوفيرابتور خلال العصر الطباشيري المتأخر أو أكثر تحديداً أثناء الفترة الكامبانية قبل 75 مليون عام، فلا يَعرف العلماء له سوى عينة واحدة حالياً (تلك التي تجاورت مع عُش البيض) من تشكيل دجادوكتا في منغوليا، مع أن عينة مُحتملة أخرى (يُجاورها بيض هي الأخرى) عثرَ عليها في شمال شرق منغوليا الداخلية في الصين ضمن موقع يُسمى «بايان مانداهو».

## الخواص الأحيائية

### الغذاء
اكتشفت أول بقايا مَعروفة لأوفيرابتور عام 1924 في الصحراء المنغولية حيث كانت عبارة عن حُطام جمجمة بجانب عُش من البيوض، ولم تكن تحوي هذه البيوض أي أجنة مُتحجرة لكي يَتمكن الإحاثيون من التعرف على نوعها. ولذا فقد اعتقد البعض آنذاك أن هذه البيوض كانت تعود لديناصور بروتوسيراتوبس، مما يعني - أو كما تصور الإحاثيون في ذلك الوقت على الأقل - أن ذاك الأوفيرابتور قضى نحبه بينما كان يُحاول الحصول على بيض البروتوسيراتوبس لكي يقتات عليه. وبما أن الأوفيرابتور كان يَستخدم الركض في العادة على الأرجح للهرب من أعدائه فمن المُتوقع أن الاستراتيجية التي كان سيَلجأ إليها في حالة كهذه هي الركض بُسرعة هارباً من أعدائه البطيئين، ولذا فيَبدو أن البروتوسيراتوبس استطاع أن يُوقفه وأن يَدهسه ويُهشم جسده حتى قضى عليه قبل أن يَتمكن من الهرب أو الدفاع عن نفسه بعد أن كان يُحاول أكل بيض البروتوسيراتوبس.
اكتسبت هذه الديناصورات اسمها أساساً من عينتها الأولى التي أوحت بسرقتها لبيض الديناصورات الأخرى، وقد كان أول من اقترح هذه الفكرة هو الإحاثي هنري أوزبورن، ومن هنا جاء اسم «الأوفيرابتور» الذي يَعني «سارق البيض». وقد أيدت البنية العظمية لهذه الديناصورات فرضية التهامها للبيض إلى حد ما، فقد امتلكت الأوفيرابتورات منقاراً أقرناً خالياً من الأسنان وفكاً قصيراً وقوياً ومخالباً طويلة ومُنحنية مُناسبين تماماً لسحق قشور البيض فضلاً عن امتداد للعديد من العظام القاسية تحت الفك التي يُمكنها أن تمثل أداة مثالية لتحطيم البيوض مع المنقار والفك والمخالب. وعلاوة على كل هذه الأدوات، فقد كانت تملك الأوفيرابتورات قرنين عظميين صغيرين في منقارها يُمكنانها من سحق البيض بسهولة، وتستخدم الأفاعي الحديثة الآكلة للبيض طريقة مُشابهة جداً اليوم عندما تستخدم عظاماً حادة في رقابها لهذا الغرض.
لكن بالرغم من كل هذه المَظاهر، فقد أظهرت الدلائل اللاحقة أن اقتيات هذه الحيوانات على بيض الديناصورات ليس أمراً متوقعاً. فبداية اكتشفت خلال الخمسينيات والسيتينات العديد من جماجم الأوفيرابتوريات الأخرى في منغوليا (مثل الشيتيباتي)، وقد كانت هي وبقايا أخرى مُكتشفة حديثاً مُشابهة جداً للجمجمة التي عثر عليها عام 1924، ومثل تلك الجمجمة أيضاً جَاورت هذه البقايا أعشاش مملوءة بالبيوض. لكن ما اختلفت فيه هذه الاكتشافات هي أن البيوض التي عثر عليها أثناءها كانت تحوي أجنة مُتحجرة تمكن الإحاثيون من خلالها من مَعرفة أن تلك كانت في الواقع بيوض للأوفيرابتوريات نفسها وليس لأي ديناصورات أخرى. ولذا فربما يَعني هذا أن الأوفيرابتور الذي اكتشف عام 1924 قضى نحبه في الواقع وهو يُحاول حماية البيض لا سرقته، ومن ثم فإن الزعم السائد منذ العشرينيات بأن هذه الحيوانات كانت آكلة للبيض هو في الحقيقة زائف وغير صحيح.
أما عن طبيعة غذاء هذه الديناصورات الثروبودية الحقيقية فيُعتقد أنها كانت قارتة. فربما تألف غذاء الأوفيرابتورات من أصناف متنوعة تشمل اللحم والحشرات والبذور والنباتات وربما بعض الرخويات وبيض الديناصورات أيضاً (بالرغم من أن الدلائل تشير إلى أن أكلها للبيض غير مرجح كما ذكر آنفاً)، فقد اعتقد بارسبولد عام 1977 أن غذاء الأوفيرابتور ربما تضمن بعض الرخويات مثل المحار الملزمي الذي من المحتمل أن الأوفيرابتور استطاع سحق صدفته الصلبة باستخدام منقاره القوي، ومما يَدعم هذا الافتراض العثور على ذلك المحار في نفس تشكيل الأوفيرابتور الصخري.